# Ordmīn
Ordmīn (persiska: اردمين, اَردَمين, اَردمين) är en ort i Iran.   Den ligger i provinsen Markazi, i den nordvästra delen av landet, 160 km väster om huvudstaden Teheran. Ordmīn ligger 2 075 meter över havet och antalet invånare är 199.
Terrängen runt Ordmīn är lite bergig, och sluttar söderut. Runt Ordmīn är det ganska glesbefolkat, med 27 invånare per kvadratkilometer. Närmaste större samhälle är Gharqābād, 12,9 km söder om Ordmīn. Trakten runt Ordmīn består i huvudsak av gräsmarker.